# Liberty NGL (трубопровід для ЗВГ)
Liberty NGL (Copano) — трубопровід в Техасі, призначений для транспортування зріджених вуглеводневих газів (ЗВГ).
Ще у 20 столітті в Шерідані (округ Колорадо) з'явився газопереробний комплекс Houston Central, котрий, зокрема, здійснював фракціонування зріджених вуглеводневих газів. В 2011 році його власник Copano Energy збільшила свої можливості у цьому сегменті шляхом укладання угоди на використання потужностей іншого фракціонатора, котрий належав тайванській нафтохімічній корпорації Formosa. За домовленістю, після модернізації останньою свого заводу у Пойнт-Комфорті Copano Energy отримувала право використовувати частину його потужностей з фракціонування в об'ємі 37,5 тисяч барелів на добу протягом 15 років (потужність власного комплексу в Шерідані на той момент становила 44 тисячі барелів).
Для доправлення суміші ЗВГ з майданчику Houston Central до Пойнт-Комфорту в 2011 році спорудили трубопровід Liberty NGL довжиною 87 миль, виконаний в діаметрі 300 мм. На своєму шляху він мав з'єднання із підземним сховищем у Маркемі, де Formosa орендувала частину каверн та могла надати можливості для розміщення ЗВГ. Що стосується споживання отриманих після фракціонування продуктів, то в них могла бути зацікавлена сама Formosa, майданчик якої в Пойнт-Комфорт мав кілька установок парового крекінгу, розрахованих на використання етану, пропану та газового бензину.
Copano Energy реалізувала проект Liberty NGL на паритетних засадах з Energy Transfer Partners, тому кожен із учасників отримав право на половину його пропускної здатності, котра в цілому становила 75 тисяч барелів на добу. При цьому Energy Transfer Partners організувала подачу своєї частки вуглеводнів через трубопровід Freedom NGL.
В подальшому Liberty NGL з'єднали із введеною в експлуатацію у 2016 році установкою фракціонування Свіні, для чого із району сховища Маркем проклали перемичку Sweeny NGL довжиною 30 миль.
За необхідності Liberty NGL може передавати зріджені гази до трубопроводу Justice NGL, котрий прямує до найбільшого в світі центру фракціонування у Монт-Белв'ю.